# Housing and Property Directorate
Das Housing and Property Directorate (HPD) (deutsch: Wohn- und Eigentumsdirektorat im Kosovo) und sein Spruchkörper (Housing and Property Claims Commission – HPCC) wurden am 15. November 1999 zum Zwecke der Regelung der offenen, konfliktinduzierten Wohn- und Eigentumsansprüche im Kosovo von der Interimsverwaltung der Vereinten Nationen (UNMIK) errichtet.
HPD/CC sind unabhängige Behörden, die, bis zum Funktionieren der ordentlichen Gerichtsbarkeit, mit der Klärung bestimmter konfliktinduzierter Wohn- und Eigentumsansprüche betraut wurden. Die konzeptionellen Vorarbeiten dafür leistete größtenteils die Nicht-Regierungsorganisation COHRE (Centre on Housing Rights and Evictions). Die Aufsicht über die beiden Behörden wurde anfangs Habitat, dem Zentrum der VN für Wohn- und Siedlungswesen übertragen. Ende 2002, nach Errichtung der provisorischen Selbstverwaltungsinstitutionen, wurden HPD/CC wieder Teil der UNMIK Struktur, blieben jedoch auch weiterhin unabhängig, sowohl rechtlich als auch administrativ.
HPD war zudem für die Durchführung einer Bestandsaufnahme der verlassenen Unterkünfte, die Überwachung ihrer Verwendung oder ihre Vermietung zuständig, für die Unterstützung der UNMIK und KFOR in Wohn- und Eigentumsangelegenheiten sowie für die Ausarbeitung wissenschaftlich fundierter Politikempfehlungen, Konzeptionen und Gesetzesvorlagen im Eigentumsrechtsbereich.
Die Entscheidungen der Kommission sind allgemein rechtsverbindlich und endgültig und sofort vollstreckbar.

## Kosovarische Eigentumsproblematik
Bereits vor dem Zweiten Weltkrieg kam es im Kosovo zur Konfiskation von Immobiliareigentum, sei es zu punitiven Zwecken oder mit der Absicht, die ethnische Zusammensetzung des Kosovo zu verändern. Der Systemwechsel in Jugoslawien nach dem Zweiten Weltkrieg war von Nationalisierungen und schließlich der Vergesellschaftung des Eigentums (siehe auch gesellschaftliches Eigentum) als besondere jugoslawische Ausprägung begleitet. 
Eine weitere Dimension fügte sich der Sachlage mit der serbischen Autonomieaufhebung im Jahre 1989 und der damit einhergehenden zunehmenden Diskriminierung der kosovo-albanischen Bevölkerung, hinzu. Vielen Kosovo-Albanern wurde ihr (gesellschaftliches) Wohnrecht zugunsten von Kosovo-Serben und serbischen Flüchtlingen aus Kroatien entzogen. Massenentlassungen von Kosovo-Albanern, führten zudem zum Verlust des Wohnrechts an den gesellschaftlichen (Betriebs-)Wohnungen und verhinderten die Ausübung des Vorkaufsrechts im Zuge der späteren Privatisierung dieser Wohnungen. Neue Gesetze hinderten den inter-ethnischen Eigentumstransfer und hatten zur Folge, dass Eigentumstransaktionen oft informell und ohne entsprechende Eintragung vorgenommen wurden. Dies führte zur Unvollständigkeit der Aufzeichnungen der Eigentums- und Grundbücher und minderte so ihre Aussage- und Rechtskraft. Die weitgehende Zerstörung dieser ohnehin nicht mehr vollständigen Aufzeichnungen, im Zuge des eskalierenden Kosovo-Konflikts nach 1998, verschärfte die Eigentumsproblematik zusätzlich.
Die unmittelbaren Konfliktfolgen weisen ebenfalls eine eigentumsrelevante Dimension auf, insbesondere die Vertreibungen und Zerstörungen von Häusern und Wohnungen, sowie die unrechtmäßige Inbesitznahme leerstehender Unterkünfte, etwa durch rückkehrende Flüchtlinge. Eine weitere Schwierigkeit entstand im Kosovo durch das Weiterbestehen bzw. Entstehens von kosovo-serbischen wie kosovo-albanischen Parallelverwaltungen, die die Lage weiter verkomplizierten. Sie richteten etwa Eigentumskommissionen, sogenannte Property Commissions ein, die illegale Räumungen mit der Unterstützung illegaler Organe der Rechtsdurchsetzung durchführten und illegale Besitzer einsetzten.

## Rechtsgrundlagen
Die Rechtsgrundlagen bilden die UNMIK Verordnungen 1999/23 und 2000/60 der Interimsverwaltung der Vereinten Nationen im Kosovo (UNMIK). Die Verordnung 1999/23 stellt die Grundlage für die Errichtung von HPD/CC dar. Sie bestimmt das Mandat und die Zuständigkeiten des Direktorats und der Kommission. Die Verordnung 2000/60 enthält die Verfahrens- und Beweisordnung, die die Funktionsweise der beiden Institutionsbestandteile umfassend regelt. Die Kommission erließ zudem, zusätzliche Verfahrensregeln und Anweisungen.

## Kategorien von Wohn- und Eigentumsansprüchen
Folgende Ansprüche können von natürlichen Personen bei HPD/CC eingereicht werden, wenn diese geltend machen, dass
- ihre Eigentums-, Besitz- oder Wohnrechte an Wohnimmobilien nach dem 23. März 1989, auf der Grundlage einer in ihrer Zielsetzung oder Wirkung diskriminierenden Gesetzgebung, widerrufen wurden; oder
- sie nach dem 23. März 1989 Eigentum auf der Basis freiwilliger informeller Transaktionen erworben haben; oder
- sie bis zum 24. März 1999 Eigentums-, Besitz- oder Wohnrechte an Wohnimmobilien hatten und sie diese nun nicht mehr besitzen, die Rechte daran aber nicht freiwillig an jemand anderen übertragen wurden.

Insgesamt wurden zwischen Mitte des Jahres 2000 und 1. Juli 2003 bei HPD 29.160 Ansprüche eingereicht.

## Kosovo Property Agency
Die Kosovo Property Agency (KPA) wurde am 4. März 2006 mittels der UNMIK-Verordnung 2006/10 errichtet. Sie ist die Nachfolgeinstitution von HPD/CC, die samt ihrem Spruchkörper darin aufgeht, jedoch mit einem erweiterten Mandat, das sich auch auf die Klärung von konfliktbezogenen Eigentumsstreitigkeiten über landwirtschaftliche Nutzflächen sowie Gewerbeimmobilien erstreckt.